# Aphrodes peltastes
Aphrodes peltastes är en insektsart som beskrevs av Hermann Burmeister 1835. Aphrodes peltastes ingår i släktet Aphrodes och familjen dvärgstritar. Inga underarter finns listade i Catalogue of Life.